# Hespe
Hespe è un comune di 2.142 abitanti della Bassa Sassonia, in Germania.
Appartiene al circondario (Landkreis) di Schaumburg (targa SHG) ed è parte della comunità amministrativa (Samtgemeinde) di Nienstädt.
Comprende le frazioni di Hiddensen, Levesen e Stemmen.